# Vivian Labrie
Pour les articles homonymes, voir Labrie.
Vivian Labrie est une intellectuelle, ethnographe et militante politique québécoise, née à Sherbrooke en 1953 et établie à Québec. Elle est notamment connue comme étant l'instigatrice de la Loi visant à lutter contre la pauvreté et l'exclusion sociale.

## Biographie
Vivian Labrie fait des études en psychologie à l'Université Laval. En 1979, elle complète un doctorat ès lettres et sciences humaines à l'Université René-Descartes (Paris V) portant notamment sur les savoirs populaires, la tradition orale et les contes,.
À la fin des années 1980, elle commence à s'impliquer activement au sein du Carrefour de pastorale en monde ouvrier (CAPMO). Dans la foulée du Sommet sur l'économie et l'emploi de 1996, elle lance l'idée d'une loi-cadre sur l'élimination de la pauvreté,. En 1998, elle participe à la fondation du Collectif pour un Québec sans pauvreté. Selon les observateurs, la mobilisation autour du Collectif pour un Québec sans pauvreté a été cruciale pour l'adoption, en 2002, de la Loi luttant à viser contre la pauvreté et l'exclusion sociale,.   
En 2001, elle reçoit le Prix Idola Saint-Jean pour souligner sa contribution à l'avancement des femmes du Québec.  
Elle intervient régulièrement dans les médias sur la question de la pauvreté, notamment dans Le Devoir,et la revue Relations. Depuis décembre 2015, elle contribue aussi aux travaux de l'Institut de recherche et d'informations socioéconomiques (IRIS).
Elle a reçu un doctorat honorifique de l'Université Saint-Paul en 2018, et les hommages de l’Assemblée nationale en 2023.

## Publications importantes
- Vivian Labrie, Précis de transcription de documents d'archives orales, 1982, Institut québécois de la recherche sur la culture
- Vivian Labrie, ABC: trois constats d'alphabétisation de la culture, 1986, Institut québécois de la recherche sur la culture
- Vivian Labrie, Alphabétisé-e-s!: quatre essais sur le savoir-lire, 1987, Institut québécois de la recherche sur la culture
- Camil Bouchard, Vivian Labrie and Alain Noël, 1996. Chacun sa part, Rapport de trois membres du comité externe de réforme de la sécurité du revenu, Québec, Ministère de l’Emploi et de la Solidarité
- Vivian Labrie, Solidarité populaire Québec, 1994, Le Québec qu'on veut bâtir. La charte d'un Québec populaire
- Marie-Claude Rose, Johanne Chagnon, Vivian Labrie et al., Tenir parole! Trajectoires et paroles citoyennes en marge d'une affiche, 2008, Collectif pour un Québec sans pauvreté
- Vivian Labrie, « Vers un Québec sans pauvreté: avec quels instruments? », Vie économique, vol. 1, no 4, 2010